# أسرار وأكاذيب (فلم)
أسرار وأكاذيب (بالإنجليزية: Secrets & Lies) هو فيلم دراما تم إنتاجه في المملكة المتحدة وصدر في سنة 1996.

## الميزانية والإيرادات
بلغت تكلفة إنتاج الفيلم حوالي 4.5 مليون دولار بينما حقق أرباحا تقدر بـ 	$13,417,292.

### ترشيحات وجوائز
| السنة | الحدث  | الفئة     | النتيجة |
| ----- | ------ | --------- | ------- |
|       | أوسكار | أفضل فيلم | ترشـيـح |

## وصلات خارجية
- مقالات تستعمل روابط فنية بلا صلة مع ويكي بيانات